# ソンブレレテ (サカテカス州)
ソンブレレテ（Sombrerete）は、メキシコのサカテカス州にある自治体。かつては鉱物の産出で栄えた。町内に重厚な建築が残る。プエブロ・マヒコ選出。